# Třemošnice
Třemošnice är en stad i Tjeckien.   Den ligger i distriktet Okres Chrudim och regionen Pardubice, i den centrala delen av landet, 90 km öster om huvudstaden Prag. Třemošnice ligger 305 meter över havet och antalet invånare är 3 273.
Terrängen runt Třemošnice är platt åt sydväst, men åt nordost är den kuperad.Runt Třemošnice är det ganska glesbefolkat, med 47 invånare per kvadratkilometer. Närmaste större samhälle är Čáslav, 14,4 km väster om Třemošnice. I omgivningarna runt Třemošnice växer i huvudsak blandskog.